# Hámortó
Hámortó (németül Hammerteich) Léka településrésze  Ausztriában Burgenland tartományban a Felsőpulyai járásban.

## Fekvése
A kőszegi határátkelőtől 5 km-re nyugatra, a Kőszegi-hegység északi lábánál fekszik.

## Nevének eredete
Hámor neve régi vaskohóra utal. Tó neve a német Teich magyarosításával keletkezett és a Gyöngyös patak vízének felduzzasztásával próbálták magyarázni.

## Története
A falu az egykori "Hámor" és "Tó" falvak egyesítéséből keletkezett. Hámor neve régi vaskohóra utal, egyesek szerint ez volt a múltban említett "Vasverőszék" nevű település. Határában papírmalom és fűrészmalom is működött, melyről "Alsó-Fűrész" néven is emlegették. Határában feküdt a 15 éves háborúban elpusztult "Sáfrányfalva" nevű település.
Vályi András szerint " HÁMOR. vagy Hamer, Hamisdorf. Német falu Vas Várm. földes Ura H. Eszterházy Uraság, lakosai katolikusok, fekszik Borostyánkőhöz mint egy mértföldnyire, Lokenhausznak szomszédságában, mellynek filiája. Határja néhol sovány, ’s egy részét a’ víz áradás is járja. TAJCH. Vas Várm. földes Ura Hg. Eszterházy Uraság. " 
Fényes Elek szerint " Hammer, német falu, Vas vármegyében, Léka mellett, 200 kath. lak. F. u. h. Eszterházy. Ut. p. Kőszeg. Teucht, német falu, Vas vgyében, Léka mellett, 95 kath. lak. F. u. h. Eszterházy. Ut. p. Kőszeg. " 
Vas vármegye monográfiája szerint „Hámor és Tó a Gyöngyös patak mellett, a tervezett kőszeg-aspangi vasútvonal mentén fekszik, 61 házzal és 327 németajkú r. kath. lakossal. Postája és távírója Léka. Kath. temploma 1885-ben épült. Lakosai a földmívelésen kívül fakereskedéssel foglalkoznak. A lékai uradalomhoz tartozott.”
1910-ben 359, túlnyomórészt német lakosa volt. A trianoni békeszerződésig Vas vármegye Kőszegi járásához tartozott.

## Nevezetességei
Római katolikus temploma a hámori falurészen 1746-ban Szent Péter és Pál tiszteletére épült, 1885-ben megújították.